# Saint-Cyr-au-Mont-d'Or
Saint-Cyr-au-Mont-d'Or is een gemeente in de Franse Métropole de Lyon (regio Auvergne-Rhône-Alpes). De plaats maakt deel uit van het arrondissement Lyon. Saint-Cyr-au-Mont-d'Or telde op 1 januari 2022 6.113 inwoners.

## Geografie
De oppervlakte van Saint-Cyr-au-Mont-d'Or bedroeg op 1 januari 2022 7,29 vierkante kilometer; de bevolkingsdichtheid was toen 838,5 inwoners per km².

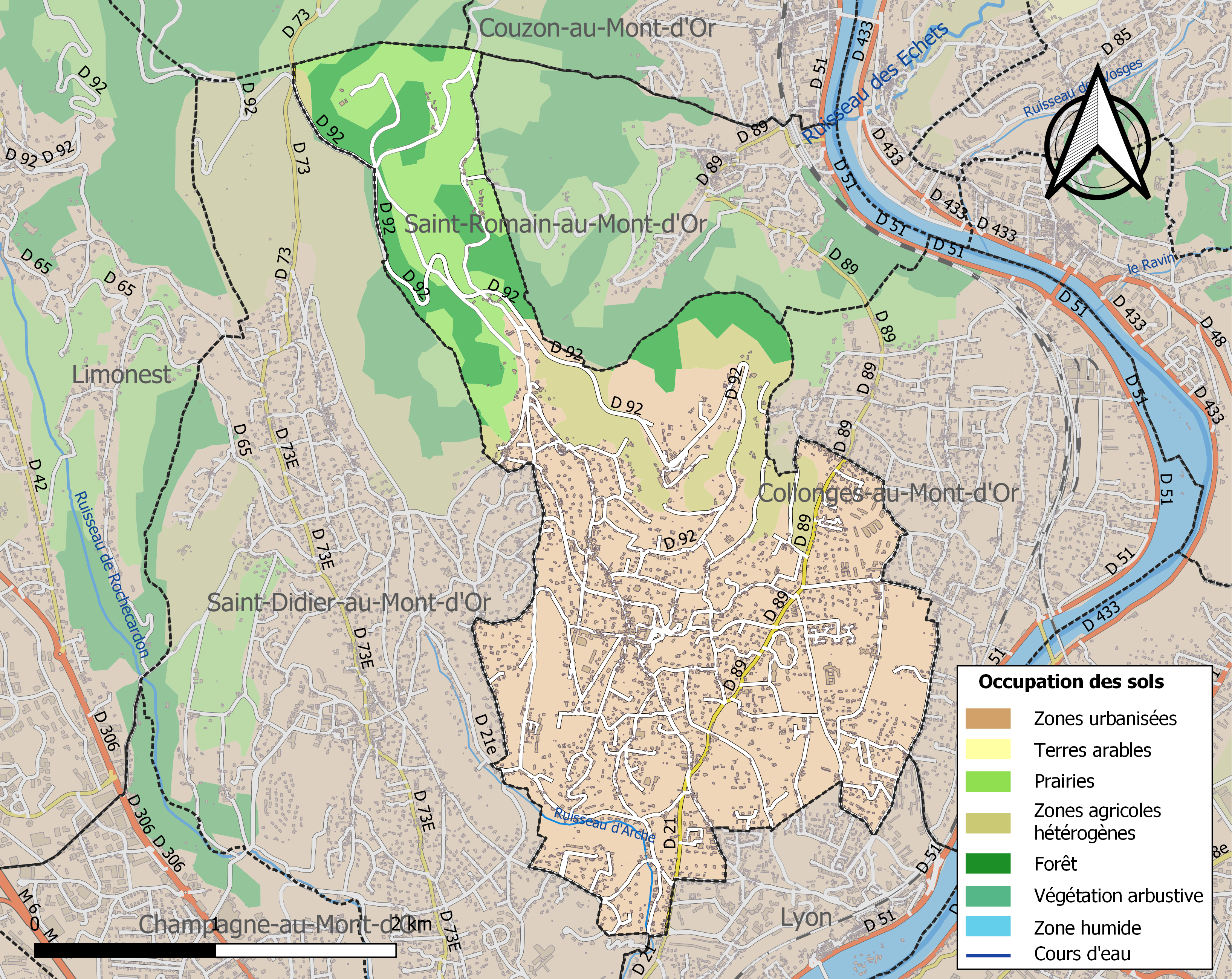
Kaart van de gemeente met de belangrijkste infrastructuur, bodemgebruik en omliggende gemeenten

## Demografie
Onderstaande figuur toont het verloop van het inwonertal (bron: INSEE-tellingen).